# Abba Bagibo
Abba Bagibo (geboren am 1802 in Sappa; gestorben am 24. September 1861) war ein König von Limmu-Ennarea (1825–1861). Seine Herrschaft markierte das goldene Zeitalter der fünf Oromo-Staaten in der Gibe-Region im Südwesten Äthiopiens. Sein Pferdename ist Abba Bagibo.

## Leben
Abba Bagibo wurde 1802 in Sappa geboren, der ersten Hauptstadt des Königreichs Limmu-Ennarea, wo er islamisch erzogen wurde. Er verbrachte viele Jahre in der Armee seines Vaters, wo er in der Kriegsführung ausgebildet wurde.
1825 ergriff er die Macht, indem er seinen Vater stürzte. Er verfolgte eine Handelspolitik, die seine neue Hauptstadt Saqqa zum wirtschaftlichen Zentrum der Region machte. Bis 1840 betrieb er durch Kriege und Diplomatie eine aggressive Expansionspolitik mit dem Ziel, Gibe und die benachbarten Oromo in den Regionen Wallaga, Illubabor und West-Shewa zu vereinen. 1841 gab er diese jedoch auf und setzte sich von nun an für die Aufrechterhaltung von Frieden und Ordnung in der Region ein, was ihm den Ruf „des neuen Salomon der [Oromo]“ einbrachte. In den nächsten 20 Jahren verfolgte er eine ausgeklügelte Politik von politischen Verheiratungen und Schenkungen. Er heiratete zwölf Königinnen aus den Herrscherhäusern der Region Gibe und umliegender Staaten. Auch seine zahlreichen Söhne und Töchter wurden mit Herrscherhäusern oder reichen Familien des Landes oder benachbarter Länder verheiratet.
Abba Bagibo war nicht nur der reichste König der Region, sondern verstand es auch, diesen Reichtum zu nutzen, um seinen Adel sowie ausländische Besucher, darunter auch Europäer, zu beeindrucken. Er verteilte wertvolle Güter als Geschenke an den Adel in Gibe und christliche Fürsten in Nordäthiopien, womit er viele Freunde gewann und seine Feinde neutralisierte. Als Teil seiner Strategie, die Menschen zu beeindrucken, beauftragte er Künstler und Baumeister aus Gibe mit dem Bau von 15 prachtvollen königlichen Residenzen, die belebte Wirtschaftszentren seines Königreichs wurden. Die berühmteste Königsresidenz in Garuqqe hatte ein Eingangstor im chinesischen Stil.
1847 ergriff er zwei Maßnahmen, die seine Verwaltung und Wirtschaft reformieren sollten und bis 1861 für einigermaßen Frieden mit dem Ausland sorgten. Zum einen entließ er korrupte Provinzgouverneure und ersetzte sie durch ehrlichere, zum anderen schaffte er das Handelsverbot mit Kaffa ab und beseitigte viele weitere Handelsbeschränkungen. Auch das Monopol auf einige wichtige Waren wurde aufgehoben.
Obwohl Abba Bagibo selbst Muslim war, beschützte er Christen in der Region und galt als liberalster aller Oromo-Könige. Er half Massaia, dem ersten katholischen Bischof des Oromolandes, missionarische Zentren in der Region Gibe und im Königreich Kaffa aufzubauen.